# Cal·lígenes
Cal·lígenes (en llatí Calligenes, en grec Καλλιγένης) fou un metge del rei Filip V de Macedònia que el va atendre a la seva darrera malaltia a Amfípolis el 179 aC, i va aconsellar amagar la mort al poble fins a l'arribada del seu fill Perseu, al que ja havia alertat de la gravetat del pare, segons explica Titus Livi.